# Hurricane No. 1
Hurricane #1 ist eine britische Rockband in den späten 1990er Jahren, die dem Genre Britpop zugerechnet werden kann. Nach zwei Alben in den 1990ern löste sie sich auf, reformierte sich aber 2014 in einem völlig neuen Line-Up.

## Bandgeschichte

### Erste Jahre (1996–1999)
Die Band wurde 1997 gegründet; Mitglieder waren der frühere Ride-Gitarrist Andy Bell (Gitarre), Alex Lowe (Gesang und Gitarre), Will Pepper (Bass) und Gareth Farmer (Drums). Sie veröffentlichten zwei Alben auf dem Label Creation Records, bei dem weitere bekannte Bands wie Oasis oder The Jesus and Mary Chain unter Vertrag standen. Der Durchbruch gelang ihnen, als der Song Step Into My World von ihrem Debütalbum Hurricane #1 in einem Volkswagen-Werbespot verwendet wurde. Er erreichte Platz 29 der britischen Charts. Der Titeltrack ihres zweiten Albums, Only the Strongest Will Survive, wurde mit Platz 19 ihr größter Charterfolg.
Als Andy Bell die Band 1999 verließ, um Bassist bei Gay Dad zu werden, löste sich die Gruppe nach nur zwei Jahren wieder auf. Bell wurde kurz darauf Bassist von Oasis.

### Reformation
2014 kehrte die Band zurück. Vom Originallineup war allerdings nur noch Gitarrist und Sänger Alex Lowe übrig. Stattdessen waren die Brüder Carlo und Lucas Marianni an Bass und Gitarre sowie Chris Campbell der neue Schlagzeuger.
Am 26. November 2015 erschien unter dem Titel Find What You Love and Let It Kill You das dritte Album der Band über das deutsche Independent-Label Tapete Records. Bell beteiligte sich zwar nicht an der Reunion, war aber beim Titel Think of the Sunshine als Gastgitarrist zu hören. Lowe schrieb das Album alleine im Krankenhaus, als er wegen einer Krebserkrankung behandelt wurde.
Am 12. Oktober 2016 folgte ihr viertes Album Meodic Rainbows zunächst in Japan, weltweit erst im November des gleichen Jahres. Produziert wurde es von Danny Saber.

## Diskografie

### Alben
| Jahr | Titel                                  | Höchstplatzierung, Gesamtwochen, AuszeichnungChartsChartplatzierungen (Jahr, Titel, Platzierungen, Wochen, Auszeichnungen, Anmerkungen) | Anmerkungen                                               |
| Jahr | Titel                                  | UK | Anmerkungen                                               |
| ---- | -------------------------------------- | --- | --------------------------------------------------------- |
| 1997 | Hurricane 1                            | UK11 (3 Wo.)UK | Erstveröffentlichung: 29. September 1997 Creation Records |
| 1999 | Only the Strong Will Survive           | UK55 (1 Wo.)UK | Erstveröffentlichung: 21. April 1999 Creation Records     |
| 2015 | Find What You Love and Let It Kill You | — | Erstveröffentlichung: 26. November 2015 Tapete Records    |
| 2016 | Melodic Rainbows                       | — | Erstveröffentlichung: 12. Oktober 2016 Rooster Records    |

### Kompilationen
- 2004: Step Into My World (Sanctuary)

### EPs
| Jahr | Titel                 | Höchstplatzierung, Gesamtwochen, AuszeichnungChartsChartplatzierungen (Jahr, Titel, Platzierungen, Wochen, Auszeichnungen, Anmerkungen) | Anmerkungen                            |
| Jahr | Titel                 | UK | Anmerkungen                            |
| ---- | --------------------- | --- | -------------------------------------- |
| 1997 | Step Into My World EP | UK19 (3 Wo.)UK | Erstveröffentlichung: 1. November 1997 |

### Singles
| Jahr | Titel Album                                       | Höchstplatzierung, Gesamtwochen, AuszeichnungChartsChartplatzierungen (Jahr, Titel, Album, Platzierungen, Wochen, Auszeichnungen, Anmerkungen) | Anmerkungen |
| Jahr | Titel Album                                       | UK | Anmerkungen |
| ---- | ------------------------------------------------- | --- | ----------- |
| 1997 | Step Into My World Hurricane #1                   | UK29 (2 Wo.)UK |             |
| 1997 | Just Another Illusion Hurricane #1                | UK35 (2 Wo.)UK |             |
| 1997 | Chain Reaction Hurricane #1                       | UK30 (2 Wo.)UK |             |
| 1998 | Only the Strongest Will Survive                   | UK19 (6 Wo.)UK |             |
| 1999 | The Greatest High Only the Strongest Will Survive | UK43 (2 Wo.)UK |             |
| 1999 | Remote Controle Only the Strongest Will Survive   | UK75 (1 Wo.)UK |             |

Weitere Singles
- 1997: Monday Afternoon
- 1998: Rising Sign
- 2015: Think of the Sunshine (Download)